# Kieran McKenna
Kieran McKenna (* 14. Mai 1986 in London) ist ein englisch-nordirischer Fußballtrainer und ehemaliger -spieler. Seit Ende Dezember 2021 ist er Cheftrainer des englischen Fußballvereins Ipswich Town.

## Frühe Lebensjahre
McKenna wurde am 14. Mai 1986 in London geboren und wuchs in der nordirischen Grafschaft Fermanagh auf.

## Karriere

### Spielerkarriere
McKenna begann seine Fußballkarriere als Jugendspieler bei den nordirischen Mannschaften Enniskillen Town United und Ballinamallard United. Nachdem er bei Tottenham Hotspur einen Stipendienvertrag unterschrieben hatte, wechselte er 2002 als Jugendspieler zu den Spurs, wo er für den Verein als Jugendspieler bis 2009 spielte.
McKenna spielte für Nordirland sowohl für die U19- als auch für die U21-Nationalmannschaft. Bei der U19-Europameisterschaft 2005 wurde er von Trainer Mal Donaghy zum Kapitän der nordirischen U19-Mannschaft ernannt. Um 2009 beendete McKenna seine aktive Spielerkarriere aufgrund einer anhaltenden Hüftverletzung im Alter von 22 Jahren, die ihn daran hinderte, für die erste Mannschaft von Tottenham Hotspur aufzutreten.

### Erste Stationen als Trainer
Nach seinem Karriereende als Spieler begann McKenna seine Trainerkarriere, während er an der Loughborough University Sportwissenschaften studierte. Während seines Studiums arbeitete McKenna als Jugendtrainer bei Tottenham Hotspur, Leicester City, Nottingham Forest und dem kanadischen Verein Vancouver Whitecaps.

### Tottenham Hotspur (U-18-Junioren)
Nach seinem Abschluss an der Loughborough University wurde McKenna als Leiter der Leistungsanalyse für die Akademiemannschaft von Tottenham Hotspur eingestellt. Ihm wurde die Stelle des Akademie-Mannschaftstrainers in Liverpool angeboten, jedoch blieb er bei den Spurs. Er war Trainer für verschiedene Jugendmannschaften der Tottenham Academy, bevor er die Leitung der U18-Mannschaft von Tottenham Hotspur übernahm. Während seiner Amtszeit bei Tottenham führte McKenna die U18-Mannschaft 2015 ins Halbfinale des FA Youth Cup.

## Privatleben
McKenna ist verheiratet und hat zwei Kinder.
Seit seiner Kindheit ist McKenna ein Fan von Manchester United. Berichten zufolge beeinflusste seine Liebe zum Verein seine Entscheidung, Tottenham Hotspur um 2016 zu verlassen und zu den Red Devils zu wechseln.
McKenna spielte auch Gaelic Football für die Jugendmannschaft des Vereins Enniskillen Gaels. Im Jahr 2024 erhielt McKenna eine Ehrendoktorwürde der University of Suffolk.

## Erfolge
Vereine
- Aufstieg in die Premier League: 2024 (Ipswich Town)
- Aufstieg in die EFL Championship: 2023 (Ipswich Town)

Individuell
- Englands Fußballtrainer des Jahres: 2024